# Juan Antonio Señor
Juan Antonio Señor Gómez (ur. 26 sierpnia 1958 w Madrycie) – hiszpański piłkarz grający na pozycji prawego lub środkowego pomocnika.

## Kariera klubowa
Karierę piłkarską Señor rozpoczął w Realu Madryt. Grał tam w zespołach młodzieżowych, jednak nie przebił się do podstawowego składu i w 1977 roku odszedł do amatorskiego CD Ciempozuelos. Rok później został zawodnikiem Deportivo Alavés. Przez 3 lata występował z tym klubem w rozgrywkach Segunda División.
Latem 1981 roku Señor został piłkarzem Realu Saragossa. W Primera División zadebiutował 20 września tamtego roku w zwycięskim 2:0 domowym meczu z Valencią CF. 7 marca 1982 strzelił pierwszą bramkę w La Liga – Real Saragossa wygrał wówczas 3:2 z CD Castellón. W sezonie 1982/1983 magazyn Don Balón uznał go piłkarzem sezonu w lidze hiszpańskiej. Swój największy sukces z Realem osiągnął w sezonie 1985/1986, gdy zdobył Puchar Króla po zwycięstwie 1:0 nad FC Barcelona. Karierę piłkarską Señor zakończył w 1990 roku z powodu wykrycia u niego choroby serca.
| Sezon   | Klub             | Kraj      | Rozgrywki        | Mecze | Bramki |
| ------- | ---------------- | --------- | ---------------- | ----- | ------ |
| 1978/79 | Deportivo Alavés | Hiszpania | Segunda División | ?     | ?      |
| 1979/80 | Deportivo Alavés | Hiszpania | Segunda División | ?     | ?      |
| 1980/81 | Deportivo Alavés | Hiszpania | Segunda División | ?     | ?      |
| 1981/82 | Real Saragossa   | Hiszpania | Primera División | 33    | 1      |
| 1982/83 | Real Saragossa   | Hiszpania | Primera División | 33    | 5      |
| 1983/84 | Real Saragossa   | Hiszpania | Primera División | 32    | 6      |
| 1984/85 | Real Saragossa   | Hiszpania | Primera División | 32    | 6      |
| 1985/86 | Real Saragossa   | Hiszpania | Primera División | 33    | 15     |
| 1986/87 | Real Saragossa   | Hiszpania | Primera División | 43    | 11     |
| 1987/88 | Real Saragossa   | Hiszpania | Primera División | 37    | 4      |
| 1988/89 | Real Saragossa   | Hiszpania | Primera División | 37    | 6      |
| 1989/90 | Real Saragossa   | Hiszpania | Primera División | 24    | 0      |

## Kariera reprezentacyjna
W reprezentacji Hiszpanii Señor zadebiutował 27 października 1982 roku w wygranym 1:0 spotkaniu eliminacji do Euro 84 z Islandią. W 1984 roku na Euro 84 wywalczył wicemistrzostwo Europy. Jego dorobek na tym turnieju to 5 meczów: z Rumunią (1:1), Portugalią (1:1), RFN (1:0), półfinał z Danią (1:1, karne 5:4) i finał z Francją (0:2). Z kolei w 1986 roku na Mundialu w Meksyku zagrał w 4 spotkaniach: z Brazylią (0:1), z Irlandią Północną (2:1), z Algierią (3:0) i ćwierćfinale z Belgią (1:1, karne 4:5 i gol w 85. minucie). W kadrze narodowej do 1988 roku rozegrał 41 spotkań i zdobył 6 goli.

## Kariera trenerska
Po zakończeniu kariery Señor został trenerem. W latach 1999–2000 prowadził zespół Mérida UD, a następnie trafił do UD Salamanca. W 2002 roku był trenerem Cartageny, a w latach 2003–2004 był szkoleniowcem CD Logroñés.